# 國際社會學
《國際社會學》（International Sociology）是一份1986年起出版的美國社會學學術期刊，由國際社會學協會發行、SAGE Publications出版，現任主編是雪梨大學社會學教授克莉絲汀·殷格里斯（Christine Inglis）。該期刊收錄量化研究和質性研究的理論或實務性論文。

## 外部連結
- 《國際社會學》在出版社官網的介紹（页面存档备份，存于） （英文）